# Nathan Kress
Nathan Karl Kress (Glendale, 18 november 1992) is een Amerikaans acteur, stemacteur en regisseur.

## Carrière
Kress begon zijn carrière op driejarige leeftijd. Hij begon als model, wat later uitgroeide tot acteren en het inspreken van series. Toen hij zes jaar was, nam hij een 4-jarige pauze om naar school te gaan. Toen hij 10 jaar was, vroeg zijn moeder of hij huisscholing wilde, zodat hij zich weer op het acteren kon richten. Hij sprak de stem van Eizan Kaburagi in in de serie Shuriken School. Hij heeft ook gespeeld in The Suite Life of Zack & Cody als Jamie. Ook heeft hij in series als House, Standoff, Without a Trace en  True Jackson, VP gespeeld. 
Kress vertolkte de hoofdrol van Freddie Benson in de Amerikaanse serie iCarly van 2007 tot en met 2012. Kress hernam deze rol van 2021 tot en met 2023 in de vernieuwde iCarly voor volwassene op streamingdienst Paramount+.
Hij heeft een gastrol gehad in de series Game Shakers en Sam & Cat (spin-off van iCarly en Victorious) en kreeg ook een rol in Dan Schneiders nieuwe show Henry Danger.

## Privé
Kress trouwde in 2015 met actrice London Elise Moore. Samen kregen ze op 21 december 2017 hun eerste dochter.

## Filmografie
| Jaar        | Programma                      | Rol                    |
| ----------- | ------------------------------ | ---------------------- |
| 2005        | Chicken Little                 | Verschillende stemmen  |
| 2005        | House M.D.                     | Scott                  |
| 2005        | Shuriken School                | Eizan Kaburagi (stem)  |
| 2005 - 2006 | Jimmy Kimmel Live              | Verschillende personen |
| 2006        | Standoff                       | Young Matt             |
| 2006        | Notes from the Underbelly      | Young Andrew           |
| 2007        | The Suite Life of Zack & Cody  | Jamie                  |
| 2007        | Magnus, Inc.                   | Jacob                  |
| 2007        | Without a Trace                | Young Barry            |
| 2007-2012   | iCarly                         | Freddie Benson         |
| 2008        | Gym Teacher: The Movie         | Roland Waffle          |
| 2010        | CSI: Crime Scene Investigation | Mason Ward             |
| 2010        | True Jackson, VP               | Prins Gabriel          |
| 2014        | Sam & Cat                      | Freddie Benson         |
| 2014        | Into the Storm                 | Trey                   |
| 2014        | VGHS Season 3                  | New Law                |
| 2014        | Henry Danger                   | zichzelf               |
| 2016        | Game Shakers                   | zichzelf               |
| 2016-2017   | Star Wars Rebels               | Wedge Antilles         |
| 2021-2023   | iCarly                         | Freddie Benson         |

- Biblioteca Nacional de España: XX5033751
- International Standard Name Identifier: 0000 0001 1457 6797
- Library of Congress Control Number: no2010084807
- MusicBrainz: faa6da85-6d2d-4dca-9f16-8b0e7ba0a602
- Virtual International Authority File: 161602935
- WorldCat: E39PBJdWHPKGJRCcGrc9tK9Yyd